# Олександрівська сільська рада (Покровський район)
| Олександрівська сільська рада — колишній орган місцевого самоврядування у Покровському районі Дніпропетровської області з адміністративним центром у с. Олександрівка. Сільській раді підпорядковані населені пункти: - с. Олександрівка - с. Богодарівка - с. Відрадне - с. Вовче - с. Гай - с. Коломійці - с. Новоскелювате - с. Олексіївка - с. Писанці - с. Тихе - с. Добропасове |

## Склад ради
Рада складається з 22 депутатів та голови.

## Керівний склад сільської ради
| ПІБ                            | Основні відомості                                                                             | Дата обрання | Дата звільнення |
| ------------------------------ | --------------------------------------------------------------------------------------------- | ------------ | --------------- |
| Захарчук Олексій Володимирович | Сільський голова, 1961 року народження, освіта, член Всеукраїнського об'єднання «Батьківщина» | 26.03.2006   | 31.10.2010      |
| Мормуль Ніна Федорівна         | Сільський голова, 1955 року народження, освіта вища, член Партії регіонів                     | 31.10.2010   |                 |

Примітка: таблиця складена за даними джерела